# Fortnight (песня)
«Fortnight» (с англ. — «Две недели») — песня американской певицы Тейлор Свифт при участии американского рэпера Post Malone из её одиннадцатого студийного альбома The Tortured Poets Department (2024). Оба исполнителя написали трек вместе с его продюсером Джеком Антоноффом. Republic Records выпустила его в качестве лид-сингла альбома 19 апреля 2024 года. Клип на песню «Fortnight», режиссёром которого выступила Свифт, был выпущен на следующий день.
Баллада «Fortnight», вдохновлённая даунтемпо-электропопом и синти-попом в стиле 1980-х годов, инструментирована пульсирующей синти-басовой линией. В тексте песни героиня Свифт переживает несчастливый брак и становится соседкой с бывшим любовником, который тоже женат. Музыкальные критики разделились во мнениях относительно песни: некоторые из них отметили вокальную химию Свифт и Мэлоуна, но другие сочли продюсерскую работу слабой и неубедительной.
Песня «Fortnight» побила рекорд по количеству просмотров за один день на стриминговой платформе Spotify. Песня заняла верхние строчки чартов в Австралии, Великобритании (UK Singles Chart), Канады, Новой Зеландии и других стран. В Соединённых Штатах сингл дебютировал на вершине Billboard Hot 100 с самым высоким показателем потокового воспроизведения за одну неделю с 2020 года, что позволило Свифт стать женщиной-музыкантом с наибольшим количеством дебютов под первым номером. Сопровождающий клип на «Fortnight», режиссёром которого выступила Свифт, был выпущен в тот же день, что и сингл. В нём снялись Свифт, Мэлоун, а также актёры Итан Хоук и Джош Чарльз. В чёрно-белом клипе переплетаются сцены пребывания Свифт в психиатрической больнице и влюблённых Свифт и Мэлоуна.
Видео получило 9 номинаций на MTV Video Music Awards, победив в пяти, включая Лучшее видео года. «Fortnight» также номинирована на 67-ю премию Грэмми в категориях Запись года, Песня года и Лучшее видео.

## Предыстория и релиз

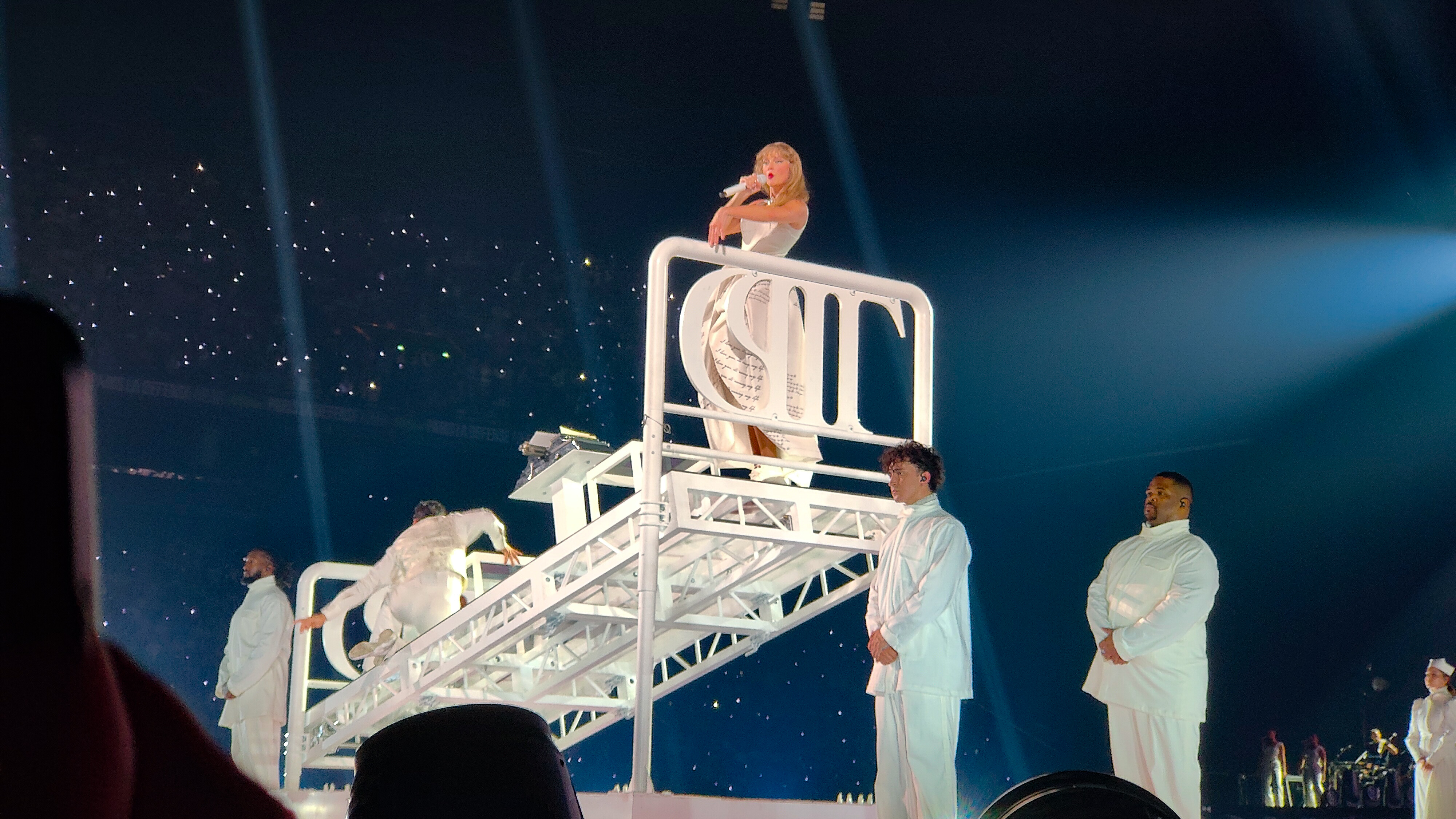
Свифт исполняет «Fortnight» на the Eras Tour на кровати, украшенной логотипом альбома

Дружба между Свифт и Post Malone началась в 2018 году, когда они впервые встретились за кулисами церемонии вручения музыкальных наград Billboard Music Awards 2018 и поделились своим восхищением друг другом, в частности, Свифт похвалила песню Мэлоуна «Better Now» (2018). 27 октября 2023 года Мэлоун рассказал, что они раньше тусовались вместе, и похвалил её как личность, а также её способности к сочинению песен. До выхода альбома их сотрудничество было воспринято как естественное, поскольку Мэлоун в то время «начинал карьеру в кантри-музыке», а Свифт имела корни в этом жанре.
После анонса альбома The Tortured Poets Department во время выступления Свифт на «церемонии Грэмми» 5 февраля 2024 года, вскоре после этого она представила трек «Fortnight» как открывающий трек треклиста. Post Malone оказался одним из двух приглашённых гостей в альбоме. На следующий день он написал в своём Instagram, чтобы поделиться своим восторгом по поводу релиза и сотрудничества. Во время интервью с Зейном Лоу для Apple Music 1 певец похвалил Свифт и назвал её «удивительной» и «талантливой». По его словам, Свифт инициировала сотрудничество, просто «связавшись с ним». После этого он «заскочил в студию» и потусовался с ней, проведя вместе «хороший день». На момент интервью Мэлоун сообщил, что ещё не слышал полной версии песни.
Трек был выпущен в качестве ведущего сингла альбома 19 апреля 2024 года.
Ремикс, созданный канадской хаус-диджеем Blond:ish (её настоящее имя Vivie-ann Bakos), был выпущен 21 мая 2024 года. Начиная с концерта в Нантере (Париж, Франция) 9 мая 2024 года в рамках тура The Eras Tour, Свифт изменила сет-лист, включив в него песни из The Tortured Poets Department в новом акте, в том числе «Fortnight».
Для ее исполнения на сцене появилась кровать с надписью «TTPD» и танцоры в костюмах медсестер. Свифт поет песню, сидя на печатной машинке напротив танцора. 8 июля 2024 года была выпущена акустическая версия и ремикс, созданный группой Cults.

## Композиция и текст
«Fortnight» — это даунтемпо-электропоп и синти-поп баллада, которая инструментирована пульсирующей синтезаторной басовой линией и тонким электронным продюсированием. Некоторые критики отметили, что «Fortnight» стилистически похож на музыку альбома Свифт 2022 года Midnights.
Лорен Уэбб написала в Clash, что трек имеет характерную для 1980-х чувствительность пауэр-баллады, напоминающую таких исполнителей, как Roxette, Cutting Crew и Фила Коллинза. Джейсон Липшутц в Billboard заметил, что «Свифт поёт притуплённым монотоном, который вспыхивает от ударов эмоций» в verses, прежде чем Мэлоун «кружится вокруг неё по прибытии» в бридже.
В тексте песни женщина рассказывает о том, как она становится соседкой бывшего любовника, который теперь женат на другой женщине («Твоя жена поливает цветы/Я хочу её убить»; «Your wife waters the flowers/ I want to kill her»), в то время как она сама несчастлива в браке. Хелен Браун из The Independent предположила, что текст песни был автобиографичным. Мэри Сироки из Consequence высказала мнение, что в тексте песни чувствуется тяжёлый «воздух смерти» («Я хочу убить его»),, в то время как автор USA Today Мелисса Руджери считает их «мрачно смешными» («Я была действующим алкоголиком, пока никто не заметил мою новую эстетику»). В специальном выпуске премьеры альбома на iHeartRadio Свифт поделилась, что сингл «действительно демонстрирует множество общих тем, которые проходят через весь альбом», включая «фатализм, тоску, уныние, потерянные мечты». Шаад Д’Соуза предположил в Pitchfork, что текст песни отчасти автобиографичен, но также и вымышлен, напоминая о содержании песен альбома Свифт 2020 года Folklore.

## Оценка критиков
«Fortnight» получил положительные и смешанные отзывы от музыкальных критиков. Алли Розенблум из CNN назвала «Fortnight» «динамичным первым треком» и «возможно, самым запоминающимся треком альбома», высоко оценив вокал Свифт и Мэлоуна за то, что они хорошо сочетаются друг с другом. Месфин Фекаду из The Hollywood Reporter также назвал его одним из лучших треков альбома. В Irish Independent Джон Мигер отметил, что исполнение Мэлоуна было сдержанным по сравнению с его обычной склонностью к «мелодраматическим выступлениям», и результат оказался «тем лучше для этого». Эд Пауэр из The Daily Telegraph написал: «Его дышащий голос удивительно хорошо сочетается с раздражённым воркованием Свифт». Липшутц поставил «Fortnight» на пятое место из 31 трека в двойном альбоме The Tortured Poets Department, похвалив, что внешность Мэлоуна хорошо сочетается с вокалом Свифт и придаёт бриджу «утончённую силу и особое очарование». В журнале PopMatters Игорь Банников похвалил «жизнерадостное» синти-поп продюсирование и назвал трек «лучшим открывающим треком в её карьере». Золадз похвалил текст, описав «Fortnight» как «мощное [напоминание] о том, как убедительно Свифт может вызывать в памяти раскрасневшийся бред обречённой романтики».
В менее восторженных отзывах Кэлли Алгрим из Business Insider и Лора Моллой из NME сочли, что «Fortnight» не соответствует артистизму Свифт, поскольку его звучание слишком похоже на предыдущие совместные работы Антоноффа и Свифт. Крис Уиллман из Variety счёл сингл хорошим выбором для поп-радио, но заявил, что он «не указывает на более вязкие, навязчивые вещи» остальной части альбома. Paste раскритиковал песню как «пьянящий чан поп-забвения».

## Награды и номинации
В сентябре 2024 года на церемонии MTV Video Music Awards Тейлор Свифт получила семь наград, включая Видео года за клип на песню Fortnight: в третий раз подряд и в пятый раз в сумме в этой основной категории, увеличив рекорд. Ранее она побеждала с видео года «Bad Blood» (2015), «You Need to Calm Down» (2019), «All Too Well: The Short Film» (2022) и «Anti-Hero» (2023). Также Свифт как режиссёр клипа Fortnight получила награду за лучшую режиссуру, в 4-й раз. Ранее были её режиссёрские победы за видео «The Man», «All Too Well: The Short Film» и «Anti-Hero». В целом у Свифт стало 30 наград MTV Video Music Awards и она сравнялась с Бейонсе, у которой 26 наград за сольную карьеру, две награды, полученные с дуэтом The Carters, и ещё две с группой Destiny’s Child.
| Организация                                    | Год  | Категория                                                                                 | Результат | Ссылка               |
| ---------------------------------------------- | ---- | ----------------------------------------------------------------------------------------- | --------- | -------------------- |
| Guinness World Records                         | 2024 | Самый просматриваемый трек на Spotify за 24 часа                                          | Победа    | [ 41 ]               |
| Guinness World Records                         | 2024 | Самый просматриваемый трек на Spotify за первые 24 часа                                   | Победа    | [ 42 ]               |
| Guinness World Records                         | 2024 | Самый просматриваемый трек на Spotify за 24 часа (Женщины)                                | Победа    | [ 43 ]               |
| Nickelodeon Kids' Choice Awards                | 2024 | Лучшая совместная работа                                                                  | Номинация | [ 44 ]               |
| MTV Video Music Awards                         | 2024 | Видео года                                                                                | Победа    | [ 45 ] [ 46 ] [ 47 ] |
| MTV Video Music Awards                         | 2024 | Песня года                                                                                | Номинация | [ 45 ] [ 46 ] [ 47 ] |
| MTV Video Music Awards                         | 2024 | Лучшая совместная работа                                                                  | Победа    | [ 45 ] [ 46 ] [ 47 ] |
| MTV Video Music Awards                         | 2024 | Лучшая режиссура                                                                          | Победа    | [ 45 ] [ 46 ] [ 47 ] |
| MTV Video Music Awards                         | 2024 | Лучшая операторская работа                                                                | Номинация | [ 45 ] [ 46 ] [ 47 ] |
| MTV Video Music Awards                         | 2024 | Лучший монтаж                                                                             | Победа    | [ 45 ] [ 46 ] [ 47 ] |
| MTV Video Music Awards                         | 2024 | Лучшие визуальные эффекты                                                                 | Номинация | [ 45 ] [ 46 ] [ 47 ] |
| MTV Video Music Awards                         | 2024 | Лучшая художественная работаn                                                             | Номинация | [ 45 ] [ 46 ] [ 47 ] |
| MTV Video Music Awards                         | 2024 | Песня лета                                                                                | Победа    | [ 48 ]               |
| MTV Europe Music Awards                        | 2024 | Лучшее музыкальное видео                                                                  | Победа    | [ 49 ]               |
| MTV Europe Music Awards                        | 2024 | Лучшая коллаборация                                                                       | Номинация | [ 49 ]               |
| NRJ Music Awards                               | 2024 | International Collaboration of the Year                                                   | Номинация | [ 50 ] [ 51 ]        |
| Weibo Music Awards                             | 2024 | Song of the Year                                                                          | Номинация | [ 52 ]               |
| Weibo Music Awards                             | 2024 | Music Video of the Year                                                                   | Номинация | [ 52 ]               |
| Set Decorators Society of America Awards       | 2024 | Best Achievement in Décor/Design for Short Format: Web Series, Music Video, or Commercial | Победа    | [ 53 ]               |
| Camerimage                                     | 2024 | Best Music Video                                                                          | Победа    | [ 54 ]               |
| Myx Music Awards                               | 2024 | Global Video of the Year                                                                  | Номинация | [ 55 ]               |
| Musa Awards                                    | 2024 | Anglo International Song of the Year                                                      | Номинация | [ 56 ] [ 57 ]        |
| Musa Awards                                    | 2024 | International Collaboration of the Year                                                   | Номинация | [ 56 ] [ 57 ]        |
| RTHK International Pop Poll Awards             | 2024 | Top Ten International Gold Songs                                                          | Номинация | [ 58 ]               |
| Billboard Music Awards                         | 2024 | Top Collaboration                                                                         | Номинация | [ 59 ]               |
| Gold Derby Music Awards                        | 2024 | Song of the Year                                                                          | Номинация | [ 60 ]               |
| Gold Derby Music Awards                        | 2024 | Best Collaboration                                                                        | Номинация | [ 60 ]               |
| Grammy Awards                                  | 2025 | Best Music Video                                                                          | Номинация | [ 61 ]               |
| Grammy Awards                                  | 2025 | Record of the Year                                                                        | Номинация | [ 61 ]               |
| Grammy Awards                                  | 2025 | Song of the Year                                                                          | Номинация | [ 61 ]               |
| Make-Up Artists and Hair Stylists Guild Awards | 2025 | Best Make-Up for a Commercials or Music Videos                                            | Номинация | [ 62 ]               |
| Art Directors Guild Awards                     | 2025 | Excellence in Production Design for a Music Video or Webseries                            | Номинация | [ 63 ]               |
| iHeartRadio Music Awards                       | 2025 | Best Collaboration                                                                        | Номинация | [ 64 ]               |
| iHeartRadio Music Awards                       | 2025 | Best Lyrics                                                                               | Победа    | [ 64 ]               |
| iHeartRadio Music Awards                       | 2025 | Best Music Video                                                                          | Победа    | [ 64 ]               |
| New Music Awards                               | 2025 | Top 40/CHR Song of the Year                                                               | Номинация | [ 65 ]               |
| Webby Awards                                   | 2025 | Advertising, Media & PR — Best Community Engagement                                       | Победа    | [ 66 ]               |
| Webby Awards                                   | 2025 | Advertising, Media & PR — Best Community Engagement (People’s Voice Winner)               | Победа    | [ 66 ]               |
| BMI Pop Awards                                 | 2025 | Most Performed Songs of the Year                                                          | Победа    | [ 67 ]               |
| Music Awards Japan                             | 2025 | Best International Pop Song in Japan                                                      | Номинация | [ 68 ]               |
| Music Awards Japan                             | 2025 | Best of Listeners' Choice: International Song                                             | Номинация | [ 68 ]               |
| Shorty Awards                                  | 2025 | Best User-Generated Content                                                               | Номинация | [ 69 ]               |
| AICP Post Awards                               | 2025 | Outstanding Editorial in Music Video                                                      | Номинация | [ 70 ]               |
| American Music Awards                          | 2025 | Collaboration of the Year                                                                 | Номинация | [ 71 ]               |

## Музыкальное видео
Свифт написала сценарий и сняла в качестве режиссёра клип на песню «Fortnight», а за операторскую работу отвечал Родриго Прието, номинированным на «Оскар» за фильм «Убийцы цветочной луны». Ранее этот кинематографист работал с Мартином Скорсезе и над клипами 2020 года на песни Свифт «The Man», «Cardigan» и «Willow». За четыре часа до выхода альбома Свифт выложила в социальные сети тизер клипа на песню «Fortnight», в котором оба исполнителя «яростно печатают в антиутопическом белоснежном офисе, а затем переходят к ролику, в котором Свифт пристёгнута к странному приспособлению». Также в клип вставлен фрагмент, где Мэлоун и Свифт обнимаются посреди шоссе, а Свифт, задрапированная в чёрное платье, окружена горящими листами бумаги. Музыкальное видео в значительной степени вдохновлено фильмом «Бедные-несчастные».
Музыкальный клип вышел 19 апреля 2024 года в 8 часов вечера, в нём снялись Свифт, Мэлоун, а также актёры Итан Хоук и Джош Чарльз (оба ранее снимались вместе в фильме «Общество мёртвых поэтов», 1989). Видео выполнено в чёрно-белых тонах и построено на мотивах немого кино начала XX века.
Видео начинается в психиатрической клинике. Свифт, одетая в рваное белое свадебное платье, прикована к кровати, расположенной на потолке и, кажется, не поддающейся гравитации. Ей дают лекарства и, соответственно, разрешают свободно ходить по комнате; глядя на своё отражение в одностороннем зеркале, она вытирает лицо, обнажая татуировки, которые совпадают с татуировками Post Malone. Пройдя через дверной проём, она попадает в свои воспоминания; теперь, одетая в чёрное траурное платье викторианской эпохи, она вспоминает, как работала в стерильном офисе, заполненном одетыми с ног до головы в чёрное сотрудниками, вечно печатая на машинке «Я люблю тебя, это разрушает мою жизнь» напротив своего коллеги, которого играет Мэлоун. Позже выясняется, что эти двое — любовники. В психиатрической клинике психологи и медики в исполнении Хоука, Чарльза и Мэлоуна проводят эксперименты над Свифт, пристёгнутой к каталке. Хоук дёргает за рычаг и бьёт Свифт током, в результате чего машины искрят и дают сбои. Один из врачей, Малоун, осознав, кто она на самом деле, выдёргивает вилку из розетки и избавляет Свифт от мучений. В финальных сценах Мэлоун, промокший от дождя, сидит в телефонной будке на одиноком утёсе, а Свифт, глядя на него сверху, хватает Мэлоуна за протянутую руку, символизируя их воссоединение.

## Коммерческий успех
В день своего выхода «Fortnight» установил рекорд потоковой трансляции за один день для любой песни на Spotify (25,2 млн стрим-потоков), превзойдя рекорд, ранее принадлежавший песне Мэрайи Кэри с песней «All I Want for Christmas Is You» (23,7 млн).
В США «Fortnight» сравнялся с песней Свифт «Shake It Off» (2014) как самый высокий дебют в истории чарта Billboard Adult Pop Airplay. Он также сравнялся с песней Свифт «Bad Blood» как второй самый высокий дебют в истории чарта Pop Airplay. В Billboard Hot 100 «Fortnight» дебютировал на первом месте в чарте от 4 мая 2024 года с показателями первой недели в 76,2 миллиона потоков, 31,1 миллиона впечатлений от радиоэфира и 19 000 проданных копий. Это самый высокий показатель потокового воспроизведения за первую неделю с тех пор, как в 2020 году Billboard исключил пользовательский контент YouTube из своих чартов. Это 12-й сингл Свифт номер один и седьмой дебют номер один в Hot 100, что позволило ей сравняться с Арианой Гранде по количеству дебютов номер один среди исполнительниц. Песня «Fortnight» также помогла Мэлоуну заработать свой пятый сингл номер один и первый дебют номер один.
Песня «Fortnight» дебютировала на вершине британского хит-парада UK Singles Chart 26 апреля 2024 года, став четвёртым номером один (30-м в топ-10 и 55-м в топ-40) в Великобритании для Свифт, где ранее она лидировала с «Look What You Made Me Do» (в 2017 году), «Anti-Hero» (в 2022 году) и «Is It Over Now?» (в 2023 году). В результате Свифт сделал свой третий золотой чарт-дубль, так как одновременно и альбом возглавил свой чарт. Ранее она также с редким двойным успехом возглавляла оба чарта (сингловый и альбомный) с альбомом Midnights и его лид-синглом «Anti-Hero» (2022) и 1989 (Taylor’s Version) и «Is It Over Now?» (2023).
«Fortnight» делит с песней Тейлор Свифт «Shake It Off» рекорд как самый высокий дебют в истории чартов Billboard Adult Pop Airplay (№ 9 в выпуске 4 мая 2024 года). Это также связывает собственный «Bad Blood» Тейлор Свифт со вторым по величине дебютом в истории этого чарта Billboard Pop Airplay (он в 2014 году также сразу ворвался на 9-е место). Песня в июне 2024 года стала 13-м чарттоппером Свифт в радиоэфирном хит-параде Adult Pop Airplay (он появился в марте 1996 года). В целом она уступает только Maroon 5, у которой 15 лидеров. Пинк занимает третье место среди всех артистов с 10 лидерами.
В Австралии «Fortnight» возглавил чарт ARIA Singles Chart (12-й её чарттоппер), сделав золотой дубль, так как альбом The Tortured Poets Department одновременно стал 13-м альбомом Свифт, занявшим первое место, что стало рекордом среди артистов-женщин. Его песни также установили рекорды по количеству одновременных вхождений одного исполнителя в топ-10 (10), топ-50 (29) и топ-100 (34) чарта ARIA Singles. В чарт вошли 34 песни Свифт, включая все 31 песня с двойного альбома и ещё три другие её песни («Cruel Summer», «Anti Hero» и «Lover»).
«Fortnight» возглавил глобальные чарты Billboard Global 200 (5-й чарттоппер Свифт, рекорд среди солистов) и Billboard Global Excl. U.S. (3-й чарттоппер), причём песни Свифт заняли в них первые 9 и 6 песен, соответственно. Всего у Свифт стало 33 трека в топ-10 в Global 200 (больше только у Дрейка, 35). Также 9 хитов в топ-10 было в ноябре 2022 года с альбома Midnights. Всего у Свифт стало 20 треков в топ-10 в Global Excl. U.S. (рекорд среди всех, опережая Бэд Банни, 18).

## Чарты
| Чарт (2024)                              | Высшая позиция |
| ---------------------------------------- | -------------- |
| Австралия (ARIA)                         | 1              |
| Австрия (Ö3 Austria Top 40)              | 2              |
| Бельгия/Фландрия (Ultratop 50)           | 4              |
| Бельгия/Валлония (Ultratop 50)           | 24             |
| Бразилия (Brasil Hot 100)                | 12             |
| Великобритания (OCC UK Singles)          | 1              |
| Германия (GfK)                           | 2              |
| Гонконг (Billboard)                      | 1              |
| Дания (Tracklisten)                      | 2              |
| Индия (India International Singles, IMI) | 1              |
| Индонезия (Billboard)                    | 5              |
| Ирландия (IRMA)                          | 2              |
| Италия (FIMI)                            | 22             |
| Испания (PROMUSICAE)                     | 16             |
| Италия (FIMI)                            | 22             |
| Канада (Billboard Canadian Hot 100)      | 1              |
| Канада (Billboard AC)                    | 6              |
| Канада (Billboard CHR/Top 40)            | 3              |
| Канада (Billboard Hot AC)                | 2              |
| Литва (AGATA)                            | 4              |
| Люксембург (Billboard)                   | 4              |
| Мир (Billboard Global 200)               | 1              |
| Малайзия (Billboard)                     | 1              |
| Мир (Billboard Global Excl. U.S.)        | 1              |
| Нидерланды (Dutch Top 40)                | 25             |
| Нидерланды (Single Top 100)              | 8              |
| Новая Зеландия (Recorded Music NZ)       | 1              |
| Норвегия (VG-lista)                      | 4              |
| ОАЭ (IFPI)                               | 1              |
| Португалия (AFP)                         | 2              |
| Португалия (Billboard)                   | 2              |
| Республика Корея BGM (Circle)            | 46             |
| Республика Корея (Download, Circle)      | 71             |
| Саудовская Аравия (IFPI)                 | 3              |
| Сингапур (RIAS)                          | 1              |
| Словакия (Rádio — Top 100)               | 26             |
| Словакия (Singles Digitál Top 100)       | 8              |
| США (Billboard Hot 100)                  | 1              |
| США (Billboard Adult Contemporary)       | 11             |
| США (Billboard Adult Pop Airplay)        | 1              |
| США (Billboard Dance/Mix Show Airplay)   | 13             |
| США (Billboard Pop Airplay)              | 5              |
| Китайская Республика (Billboard)         | 2              |
| Филиппины (Billboard)                    | 1              |
| Финляндия (Suomen virallinen lista)      | 17             |
| Франция (SNEP)                           | 19             |
| Чехия (Rádio — Top 100)                  | 60             |
| Чехия (Singles Digitál Top 100)          | 8              |
| Швейцария (Schweizer Hitparade)          | 3              |
| Швеция (Sverigetopplistan)               | 4              |
| ЮАР (Billboard)                          | 4              |
| Япония (Hot Overseas, Billboard Japan)   | 12             |

| Чарт (2024)                        | Позиция |
| ---------------------------------- | ------- |
| Австралия (ARIA)                   | 20      |
| Австрия (Ö3 Austria Top 40)        | 48      |
| Канада (Canadian Hot 100)          | 16      |
| Германия (GfK)                     | 44      |
| Мир (Global 200, Billboard)        | 26      |
| Новая Зеландия (Recorded Music NZ) | 34      |
| Филиппины (Philippines Hot 100)    | 47      |
| Швеция (Sverigetopplistan)         | 88      |
| Швейцария (Schweizer Hitparade)    | 65      |
| Великобритания UK Singles (OCC)    | 19      |
| США Billboard Hot 100              | 22      |
| США Adult Contemporary (Billboard) | 18      |
| США Adult Pop Airplay (Billboard)  | 20      |
| США Pop Airplay (Billboard)        | 27      |

## Сертификации
| Регион                                                                      | Сертификация  | Продажи |
| --------------------------------------------------------------------------- | ------------- | ------- |
| Австралия (ARIA)                                                            | 2× Платиновый | 140 000 |
| Бельгия (BEA)                                                               | Платиновый    | 40 000  |
| Бразилия (ABPD)                                                             | Бриллиантовый | 160 000 |
| Канада (Music Canada)                                                       | Золотой       | 40 000  |
| Дания (IFPI Danmark)                                                        | Золотой       | 45 000  |
| Франция (SNEP)                                                              | Золотой       | 100 000 |
| Германия (BVMI)                                                             | Золотой       | 300 000 |
| Италия (FIMI)                                                               | Золотой       | 50 000  |
| Новая Зеландия (RMNZ)                                                       | Платиновый    | 30 000  |
| Польша (ZPAV)                                                               | Платиновый    | 50 000  |
| Португалия (AFP)                                                            | Платиновый    | 10 000  |
| Испания (PROMUSICAE)                                                        | Платиновый    | 60 000  |
| Швейцария (IFPI Switzerland)                                                | Платиновый    | 30 000  |
| Великобритания (BPI)                                                        | Платиновый    | 600 000 |
| Данные о продажах + прослушиваниях приведены только на основе сертификации. |               |         |

## История релиза
| Регион | Дата           | Формат                         | Лейбл     | Ссылка          |
| ------ | -------------- | ------------------------------ | --------- | --------------- |
| Италия | 19 апреля 2024 | Радиоротация                   | Universal | [ 169 ]         |
| США    | 19 апреля 2024 | Contemporary hit radio         | Republic  | [ 170 ]         |
| США    | 19 апреля 2024 | Hot adult contemporary (радио) | Republic  | [ 171 ]         |
| США    | 31 мая 2024    | CD-сингл                       | Republic  | [ 172 ] [ 173 ] |